# Bacchisa subbasalis
Bacchisa subbasalis es una especie de escarabajo longicornio del género Bacchisa, tribu Astathini, subfamilia Lamiinae. Fue descrita científicamente por Breuning en 1956.

## Descripción
Mide 8 milímetros de longitud.

## Distribución
Se distribuye por India.